# Meyer (Iowa)
Meyer es un lugar designado por el censo del condado de Mitchell, Iowa, Estados Unidos. Según el censo de 2020, tiene una población de 14 habitantes.
En los Estados Unidos, un lugar designado por el censo (traducción literal de la frase en inglés census-designated place, CDP) es una concentración de población identificada por la Oficina del Censo exclusivamente para fines estadísticos.  

## Geografía
Está ubicado en las coordenadas 43°27′43″N 92°42′4″O / 43.46194, -92.70111. Según la Oficina del Censo de los Estados Unidos, tiene una superficie de 1.83 km², correspondientes en su totalidad a tierra firme.

## Demografía
Según el censo de 2020, hay 14 personas residiendo en la zona. La densidad de población es de 7.65 hab./km². La totalidad de los habitantes son blancos. No hay hispanos o latinos viviendo en la región.